# Chia Jani
Chia Jani és un jaciment arqueològic de la província iraniana de Kermansah. Es troba a prop del poble de Palang Gerd, al rierol Qouchemi, que desemboca al riu Ravand uns 3 km al sud, a la part central-sud de la plana d'Islamabad, al centre-oest de les muntanyes de Zagros.

## Excavació
El jaciment va ser descobert per Kamyar Abdi durant les prospeccions arqueològiques de la plana l'any 1999. El jaciment data del període inicial (aceràmic) i del Neolític mitjà. Parts del jaciment són rentades pel rierol Qouchemi i danyades a causa de l'expansió de les terres agrícoles. La seva indústria lítica es caracteritza per la producció de petites fulles lítiques, algunes de les quals estan fetes amb obsidiana. Altres materials notables inclouen l'anomenada «ceràmica de capgròs» (ca 6000 aC) del Neolític mitjà i maons plans-convexos reportats des de jaciments neolítics primerencs i mitjans de la regió, inclosos Ganj Dareh i el proper Sarab, Asiab a uns 60 km al nord-est, i Jarmo, a l'Iraq, al nord-oest.

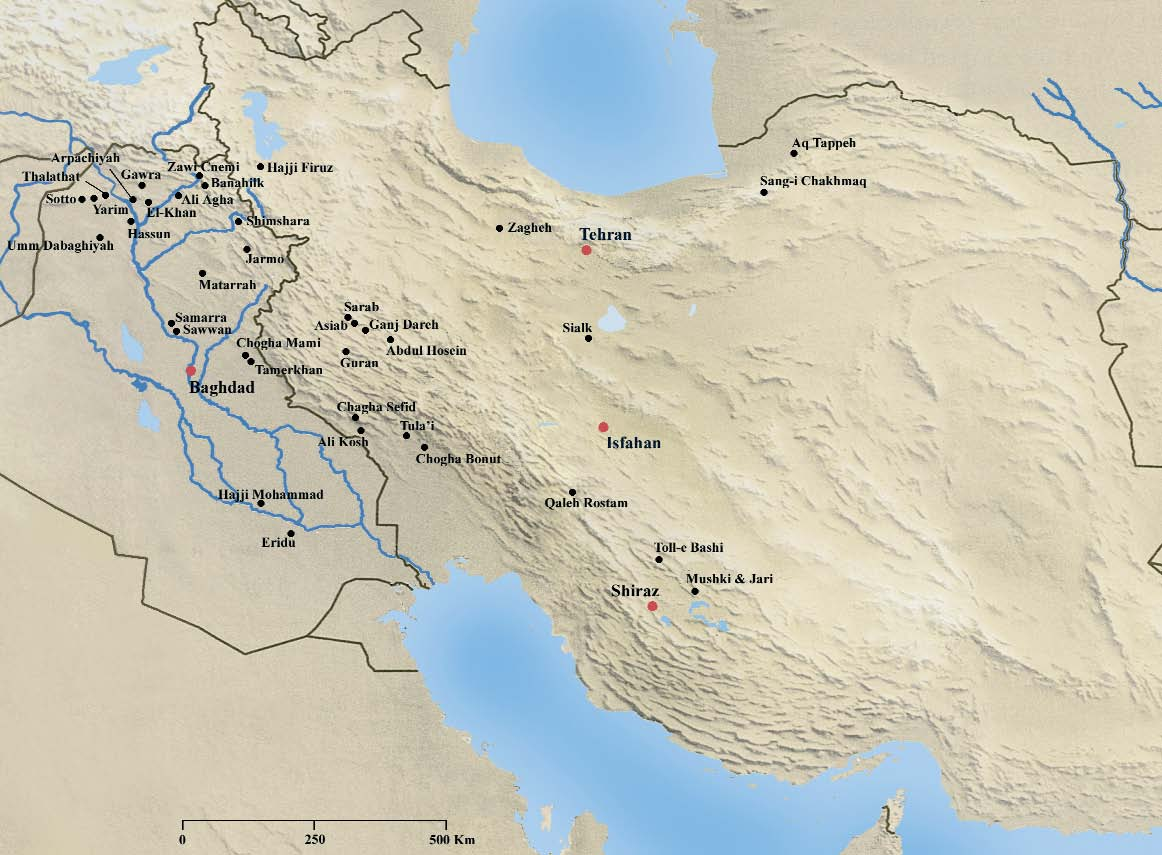
Jaciments neolítics a l'Iran

Els plans d'excavacions a Chia Jani, finançats per una subvenció de la National Geographic Society, es van aturar amb la invasió de l'Iraq de 2003 que va fer que la plana d'Islamabad, a només 150 km de la frontera iraquiana, fos insegura per a una expedició arqueològica internacional. .